# Outing
Outing ist ein aus dem Englischen übernommener Begriff der Schwulen- und Lesbenbewegung, der sich zu Beginn der 1990er-Jahre auch in der deutschen Sprache durchsetzte. Das reflexive Verb „sich outen“ bezeichnet einen selbstbestimmten Akt (siehe Coming-out). Demgegenüber wird das transitive Verb „jemanden outen“ verwendet im Sinne von „jemanden einer Sache bezichtigen, die bis dahin geheim war“ (und die Betroffene gerne geheim halten wollen). Oft geht es dabei um sexuelle Themen (Beispiele: „outete ihn als Fremdgänger“ oder „… als Bordell-Stammkunden“), aber nicht nur (Beispiele: „outete ihn als Mitglied einer Geheimsekte“ oder „… als Medikamentenabhängigen“).

## Begriffsherkunft und -entwicklung
Outing umschrieb ursprünglich das erzwungene Coming-out öffentlicher Personen durch bekennende und politisch aktive Homosexuelle. Die Praxis des „Outens“ ist vor dem Hintergrund der Act-Up-Bewegung entstanden und wurde als bewusst provokative Aktion eingesetzt, um durch das Benennen von homosexuellen Prominenten diese dazu zu zwingen, sich auch in der Öffentlichkeit zu ihrer Homosexualität zu bekennen. Bekannte englischsprachige Outing-Ziele waren u. a. die Schauspielerin Jodie Foster oder der Popsänger Boy George. Outing wurde ausdrücklich nicht als Diffamierung verstanden, sondern als offensiver Befreiungsschlag der Gay Liberation Community, der besonders homosexuelle Jugendliche dabei unterstützen sollte, ihr Selbstbewusstsein zu entwickeln sowie prominente Identifikationsfiguren zu finden.
In verschiedenen Teilen der europäischen Lesben- und Schwulenbewegung wurde diese Praxis kontrovers diskutiert. Ein gewichtiges Gegenargument war, niemandem stehe zu, über die Bereitschaft anderer zu befinden, ihre sexuelle Orientierung offenzulegen. Angesichts der eigenen Forderung, der Staat, also die Allgemeinheit, habe sich aus dem Privatleben, der Privatsphäre herauszuhalten, sei es unvertretbar, dass Menschen mit Privilegierten unter den Mit-Diskriminierten gezielt so verfahren. Darauf präzisierte die britische Organisation OutRage! die Kriterien für ihre Vorgangsweise Mitte der 1990er-Jahre: zu outen seien demnach Prominente, die ihre eigene gleichgeschlechtliche Orientierung geheim halten, sich jedoch öffentlich homophob äußern oder verhalten – ob aus Neid auf andere, denen ein offenes Leben (leichter) möglich ist, oder zur Ablenkung. Das Argument beschrieb also sozusagen Verräter – das medial spektakulärste Beispiel waren Bischöfe. Die meisten Organisationen jedoch kamen nach eingehender Debatte (auch innerhalb der International Lesbian, Gay, Bisexual, Trans and Intersex Association) zu dem Schluss, die Achtung der Privatsphäre müsse aus ethischen Erwägungen Vorrang haben, zudem solle nicht anderen Beispielen von Präzedenzfällen für die Aushöhlung von Menschenrechten gefolgt werden. 
 Duden
Der Online-Duden erklärt das Outing nur kurz als „das Outen, Sichouten“. Die Bedeutung des Verbs outen wird angegeben als „1. jemandes homosexuelle Veranlagung (besonders die einer prominenten Person) ohne dessen Zustimmung bekannt machen; 2. sich öffentlich zu seinen homosexuellen Veranlagungen bekennen“. Bereits im Rechtschreibduden von 1996 wird outen geführt.
 Die Bezeichnung „outing“ im Englischen
In der englischen Sprache bezeichnete outing ursprünglich eine Exkursion, beispielsweise einen Schul- oder Firmenausflug und wird bis heute meist in dieser originären Bedeutung verwendet. Erst Ende des 20. Jahrhunderts kam die neue Bedeutung analog zur deutschen Bezeichnung hinzu, und schließlich ebenso – zeitlich verzögert – ihre Verwässerung.

### Abgrenzung Fremd- und Selbstouting
1995 vermengte der Bericht eines auflagenstarken Magazins über eine punktuelle Outing-Aktion von vier österreichischen Bischöfen die Ausdrücke Coming-out, Going Public (siehe äußeres Coming-out) und Outing. Dieser streng genommen falsche Wortgebrauch verbreitete sich im bestehenden Begriffsvakuum sehr schnell.
In den meisten deutschsprachigen Medien (etwa österreichische Zeitungen, ORF, Der Spiegel) wurde Outing als Oberbegriff für alles verwendet – vom freiwilligen Deklarieren bis zum unfreiwilligen Geoutet- oder Bloßgestelltwerden. Da Letzteres Seltenheitswert behielt, blieb der Begriff – im Widerspruch zum auch auf Englisch noch recht neuen Wortsinn – nunmehr mit dem freiwilligen Schritt verbunden. So wurde der Schritt des regierenden Berliner Bürgermeisters Klaus Wowereit („… und das ist auch gut so!“) medial als „Outing“ gewürdigt.

### Verselbständigung des Begriffs
Nicht lange davor hatte sich der Terminus erst im englischen Sprachraum als Synonym dafür etabliert, andere Menschen öffentlich an den Pranger zu stellen, inzwischen aber bereits unabhängig vom Thema der Bloßstellung, und wurde in diesem Sinn von der Sensationspresse und den Boulevardmedien eingesetzt. Somit wirkten das Ausblenden des thematischen Zusammenhangs mit sexueller Orientierung einerseits und der Bloßstellung andererseits (auch das strahlte nach und nach auf den englischsprachigen Raum aus) zusammen.
Nur bei präziserem Sprachgebrauch wird als Outing weiterhin die Veröffentlichung privater Gewohnheiten der Betroffenen zumindest gegen deren Willen, womöglich mit der Absicht einer gezielten Rufbeschädigung, bezeichnet.
Unabhängig von sexuellen Vorlieben oder von der sexuellen Orientierung wird der Begriff in einem gleichartigen Sinn – also gegenüber der Öffentlichkeit zu sich selbst zu stehen – auch häufig im Zusammenhang mit Transgeschlechtlichkeit verwendet.
Dass auch das Bekanntwerden eines privaten Engagements im Bereich BDSM noch immer zu erheblichen beruflichen Problemen führen kann, zeigt exemplarisch der Outing-Fall des UN-Waffeninspekteurs Jack McGeorge im Jahr 2003.

## Outing in Deutschland
Großes Aufsehen erregte der Filmemacher und LGBTQ-Aktivist Rosa von Praunheim, als er im Dezember 1991 den TV-Moderator Alfred Biolek und den Entertainer Hape Kerkeling in der RTL-plus-Sendung Explosiv – Der heiße Stuhl ohne deren Einwilligungen als schwul outete. Von Praunheims Intention war es, auf dem Höhepunkt der damaligen AIDS-Krise öffentliche Solidarität von homosexuellen Prominenten, von denen sich zu dieser Zeit kaum welche öffentlich zu ihrer sexuellen Orientierung bekannten, mit den insbesondere auf Grund von Aids vielfach stigmatisierten schwulen Männern einzufordern, um die Situation für alle Homosexuellen zu verbessern beziehungsweise zu normalisieren: „Die Outings führten dazu, dass in der Gesellschaft vermehrt über den Umgang mit Homosexuellen diskutiert wurde und sich die Wahrnehmung homosexueller Menschen änderte. Homosexualität wurde nun überwiegend als natürlich angesehen, statt wie vor wenigen Jahren noch pathologisiert.“ (Lennard Gottmann, Humboldt-Universität zu Berlin)
Behauptet jemand wissentlich fälschlich, eine Person sei homosexuell, so gilt das in den Rechtsordnungen mehrerer Länder als Verleumdung (zu Deutschland siehe Verleumdung § 187 StGB).

## Beispiele
- Harden-Eulenburg-Affäre (Kontroversen um homosexuelles Verhalten um 1909)
- Blomberg-Fritsch-Affäre (im Nationalsozialismus 1938)
- Kießling-Affäre (Kontroverse 1984 um Vier-Sterne-General)